# Нокаут (стрип)
Нокаут је 14. епизода стрип серијала Кен Паркер објављена у Лунов магнус стрипу бр. 476. из 1981. године. Имала је 94 стране. Свеска је коштала 18 динара (1 DEM, 0,46 $). Епизоду је нацртао Ђанкарло Алесандрини, а сценарио написао Ђ. Берарди. Редакција Днвеника је за насловну страну, после дужег времена, узела оригиналну насловну страницу коју је за италијанско издање из 1978. године нацртао Иво Милацо.

## Оригинална епизода
Оригинална епизода објављена је у августу 1978. године под насловом Ranchero!  Издавач је италијанска кућа Cepim. Коштала је 400 лира (0,48 $, 0,95 DEM).

## Кратак садржај
Након завршене авантуре у Кенион Ситију (ЛМС-471), Пат и Кен стижу у Сијукс Фолс (Јужна Дакота). Наилазе на прелеп ранч под именом П. О. Пат верује да ”П. О” у имену ранча значе иницијале дела њеног имена (Пат О’Шејн), и жели пошто-пото да га купи. На ранчу срећу човека који им се представља као г. Пикок и нуди им продају ранча. Његово право име је, међутим, Хомерус Кевин, а специјалност му је продаја ранчева који нису његови. Варалица узима од Пат 5.000 долара и нестаје.
Када сазнају да су преварени, Пат и Кен одлазе код правог Пикока који им нуди могућност да поврате новац тако што ће Кен учествовати у бокс-мечу против професионалног боксера. (У међувремену, организатор меча — прави Пикок — проналази лажног Пикока који враћа Пат 3.000 долара које није успео да потроши.) 
Пикок рекламира меч као велико изненађење у коме ће Кен победити, очекујући велику зараду од клађења на Кена. Кен, међутим, нема шансе јер је супарник професионални боксер. Пат је исправно претпоставила да ће Кен изгубити и ставила свих 3.000 долара на професионалног боксера, и тако удесетостручила уштеђевину с којом купује П. О.

## Цензура
Овога пута оригинална епизода није много скраћена. Недостају две странице. Прва би дошла после стране 14. на којој се Кен туче са Пикоковим снагатором. Друга би дошла после стране 31. На њој Кен скида Пат за спавање и одлази у тоалет.